# Ivan Đuričić
Ivan Đuričić (Zagreb, 17. srpnja 1984.) je hrvatski kazališni, televizijski i filmski glumac te redatelj i scenarist. Završio je Akademiju dramske umjetnosti u Zagrebu. Njegova prva veća uloga bio je lik Marija u filmu Pjevajte nešto ljubavno Gorana Kulenovića. Još kao student igrao je u teatru Ulysses koji je osnovao Rade Šerbedžija. Posljednja uloga bio je lik francuskog kralja u predstavi Kralj Lear. Od 2009. godine do 2017. član je glumačkog ansambla kazališta Kerempuh nakon čega odlučuje otići i postati samostalni umjetnik. Uz samostalne projekte, igra i režira u privatnom kazalištu Renea Bitorajca i Branka Đurića Đure, gdje je u stalnom postavu predstave Potpuni stranci; napisao je, režirao i igrao u satiričnom cabaretu Joj, Hrvati!, autor je predstave za mlade Pisci trče počasni krug i koproducent te izvođač u predstavi Komik motion show Davida Shinera. Posudio je glas brojnim crtanim likovima, uključujući Shangri-Lamu u filmu Ice Age: Collision Course, kralj Kvržica u Trolovima, Lumen Štrumpf u Štrumpfovi: Skriveno selo. 

## Filmografija

### Televizijske uloge
- "Zabranjena ljubav" kao Zoran Werner (2005. – 2006.)
- "Bitange i princeze" kao Matko (2007.)
- "Naša mala klinika" kao dostavljač (2007.)
- "Operacija Kajman" kao Stanko (2007.)
- "Hitna 94" kao Antun (2008.)
- "Mamutica" kao Dario Mataga (2008.)
- "Zakon!" kao Jurica (2009.)
- "Stipe u gostima" kao Luka (2009.)
- "Provodi i sprovodi" kao Sven Milošević (2011.)
- "Jugoslavenske tajne službe" kao Ivo Lola Ribar (2012.)
- "Crno-bijeli svijet" kao urednik Studentskog lista Đuro (2016. – 2020.)
- "TIN: 30 godina putovanja" kao Ljubo Wiesner (2017.)

### Filmske uloge
- "Libertas" kao Desin sluga (2006.)
- "U tišini" kao konobar (2006.)
- "Pjevajte nešto ljubavno" kao Mario (2007.)
- "7 seX 7" kao On (2011.)
- "Lea i Darija" kao Mladen Širola (2011.)
- "Sretni završeci" kao konobar u japanskom restoranu (2014.)
- "Narodni heroj Ljiljan Vidić" kao Okac (2015.)
- "Bijeg na more" kao kapelnik (2020.)
- "Hitman's Wife's Bodyguard" kao Interpolov agent (2021.)

### Sinkronizacija
- "Impyjev otok" kao profesor Horatio Tibberton (2006.)
- "Pčelin plan" kao Bing (2007.)
- "Franklin" kao Franklin (2008.)
- "Grubzon" kao miš Miško (2013.)
- "Grubzončica" kao miš Miško (2013.)
- "Pustolovine Prudence Petitpas" kao Žil i Rigobert (HRT sinkronizacija) (2013.)
- "BFG: Blagi Fantastični Gorostas" kao g. Tibbs (2016.)
- "Ratchet i Clank" kao računalo za bijeg i PR Blarg #1 (2016.)
- "Ledeno doba: Veliki udar" kao Shangri-Lama (2016.)
- "Tko se boji vuka još" kao Sitni (2016.)
- "Trolovi" kao kralj Kvržica (2016.)
- "Hugo i lovci na duhove" kao Hugo (2016.)
- "Štrumpfovi: Skriveno selo" kao Lumen Štrumpf (2017.)
- "Brzi Ozzy" kao Francek (2017.)
- "Ekipa iz džungle" kao Matko (2017.)
- "Vau vau zvijezda" kao Bodi (2017.)
- "Oto: Istraživač dubina" kao Marvin Layrd (2017.)
- "Dugi iz kamenog doba" kao Dino (2018.)
- "Inspektor Gadget" kao Inspektor Gadget [S1], Auto Gadget autopilot [S1EP32] i Robot Gadget u Zlotrixu [S1EP47] (HRT sinkronizacija, verzija iz 2015.) (2018. – 2019.)
- "Stopalići" kao glas u padanju, jeti i pilot (2018.)
- "Asterix: Tajna čarobnog napitka" kao Planinarix (2018.)
- "Ukradena princeza" kao Lestor (2018.)
- "Kako izdresirati zmaja 3" kao Ivar (2019.)
- "Everest: Mladi jeti" kao kombi vozač (2019.)
- "Frka" kao pudl pas Puki i kuhar Ludo Lefebvre (2019.)
- "Princeza Ema" kao Gregor i Sebastian April (2019.)
- "Sonic: Super jež, 2" kao Tom (2020., 2022.)
- "Leonardo" kao Gottardo i konj Dondolo (2020.)
- "Tom i Jerry" kao Tomov rameni anđeo i nekretninski štakor (2021.)
- "Space Jam: Nova legenda" kao Marvin Marsijanac, najavljivač u igrici i Vodenplam (2021.)
- "DC Liga Super-ljubimaca" kao Marko i korgi (2022.)
- "Cvrčak i Mravica" kao antgent 1 (2023.)

### Ostalo
- "Dodjela Nagrade hrvatskog glumišta" kao izvođač (s Lucijom Jagar) (2019.)

## Vanjske poveznice
- Ivan Đuričić u internetskoj bazi filmova IMDb-u (engl.)